# Goose house Phrase 09 Hikaru Nara
«Goose house Phrase ＃09 Hikaru Nara» (Goose house Phrase ＃09 光るなら?) es el segundo sencillo de Goose house. Fue publicado el 19 de noviembre de 2014 por Sony Music Records bajo el sello de la banda gr8!records. La canción fue utilizada como primer tema de apertura de la adaptación al anime del manga Shigatsu wa Kimi no Uso.

## Descripción general
Este es el primer sencillo en aproximadamente 9 meses desde su trabajo anterior «Goose house Phrase #08 Otononaruhouhe→», y el sencillo principal del álbum «Goose house Phrase #10 Milk». Se dio a conocer por primera vez en la gira final de «Goose house Live Tour 2014» celebrada en el Foro Internacional de Tokio Hall C el 15 de septiembre de 2014. Se utilizó como tema de apertura de la adaptación al anime de Shigatsu wa Kimi no Uso.
Lanzado en dos formas, la primera edición limitada y la edición regular, el DVD que viene con la primera edición limitada contiene el video musical de la canción principal «Hikaru Nara». Además, la portada de la primera edición limitada presenta una ilustración dibujada del anime Shigatsu wa Kimi no Uso, la cual contiene a los personajes de la misma obra, Kōsei Arima, Kaori Miyazono, Tsubaki Sawabe y algunas versiones de la misma incluyen aleatoriamente la «Tarjeta de identificación de estudiante» de Ryōta Watari.
En el primer día de su lanzamiento, ganó el primer lugar en la categoría de canciones de iTunes, en la de canciones de anime y de videos musicales.